# Liste der Kinos in Berlin-Wilhelmsruh
Die Liste der Kinos in Berlin-Wilhelmsruh gibt eine Übersicht aller Kinos, die im Berliner Ortsteil Wilhelmsruh existiert haben und noch existieren. Die Liste wurde nach Angaben aus den Recherchen im Kino-Wiki aufgebaut und mit Zusammenhängen der Berliner Kinogeschichte aus weiteren historischen und aktuellen Bezügen verknüpft. Sie spiegelt den Stand der in Berlin jemals vorhanden gewesenen Filmvorführeinrichtungen als auch die Situation im Januar 2020 wider. Danach gibt es in Berlin 92 Spielstätten, was Platz eins in Deutschland bedeutet, gefolgt von München (38), Hamburg (28), Dresden (18) sowie Köln und Stuttgart (je 17). 
Gleichzeitig ist diese Zusammenstellung ein Teil der Listen aller Berliner Kinos und der Ortsteillisten.
| Name/Lage                                                                          | Adresse         | Bestand   | Beschreibung |
| ---------------------------------------------------------------------------------- | --------------- | --------- | --- |
| Urania-Lichtspiele Rosenthaler Lichtspielhaus Ro-Li (Rosenthal-Lichtspiele) (Lage) | Tollerstraße 19 | 1924–1960 | Die Kronprinzenstraße 15/16 (Ecke Walderseestraße: seit 1951: Garibaldistraße) gehörte bis zur Bezirksreform 1938 zum Ortsteil Rosenthal (Wilhelmsruh) im Verwaltungsbezirk Reinickendorf. 1924 eröffnete Emma Schenk das Rosenthaler Lichtspielhaus (Ro-Li) neben der Gaststätte 'Feldschlößchen' (Kronprinzenstraße 15-16) mit 298 Sitzplätzen. Mit wechselnden Betreibern: E. Prinz und H. Bongard (1925), von Paul Kreutzberg wird 1928 bis 1932 das Ro-Li (mit und ohne Zusatz: Rosenthaler Lichtspiele) geführt. Die Platzkapazität lag zwischen 200 und 330, gespielt wurde Freitag bis Montag, ab 1927 täglich. Es gab eine Bühne: 4,5 m × 5,5 m und eine Kapelle von ein bis drei Mann sorgte für musikalische Untermalung. Die Angabe im Kino-Adressbuch von 1919 als Gründungsjahr spricht, dafür das im Saal der Gaststätte schon vorher kinematographische Vorstellungen gegeben wurden. 1932 richtete Paul Kreutzberg die Möglichkeit zum Abspielen von Tonfilmen ein (mechanische Musikeinrichtung) und gibt 271 Plätze an. 1933 wird „Kleinke & Michalski“ der Inhaber der neubenannten „Urania-Lichtspiele“ mit 300 Besucherplätze. Die Adresse wird zu Hausnummer 15 in Berlin-Rosenthal, ab 1938 in Berlin-Wilhelmsruh. 1937 bis 1945 (letzter Eintrag im Kinoadressbuch 1941) führt Clara Michalski mit Geschäftsführer August Michalski das Kino mit 275 Plätzen. Der Kinobetrieb wurde im Sommer 1945 zunächst an sechs Tagen in den unbeschädigten „Urania-Lichtspielen (Wilhelmsruh)“ fortgesetzt. In der Nachkriegszeit waren unzerstörte Einrichtungen in den Außenbezirken gefragt, so fanden im Kinosaal auch Versammlungen und Kundgebungen statt. Das Kino gehörte (wohl) bis 1950 noch Frau Michalski. Der letzte Eintrag im Kino-Adressbuch ist von 1950: Inhaber Fred Oldenburg aus Spandau, 276 Plätze, täglich zwei Vorstellungen, Dia, zwei Projektionsapparate: Ernemann VII B, Verstärker: ERA 20 Watt und die Bühne von 6 m × 4 m × 5 m. Das ursprüngliche Gebäude mit dem Kinosaal wurde nach 1990 abgerissen und Mitte der 2000er Jahre durch einen viergeschossigen Stadtmietshausblock zwischen den Garibaldi- und Hertzstraße ersetzt. Der (1933 freigewordene) Name „Ro-Li“ (Lichtspiel-Theater Rosenthal) wurde in der Nachkriegszeit von Franz Sobotka kurzzeitig für die Film-Spielstätte im Tanzsaal von Brusebergs Gaststätte am Rosenthaler Anger genutzt. |
| Lunik (Lage)                                                                       | Hauptstraße 40  | 1961-1992 | Das Kino wurde in den Jahren 1958-1961 nach Plänen des Architekten Josef Kaiser im Auftrag des „VEB Berliner Filmtheater“ erbaut. Zunächst als „Filmtheater Wilhelmsruh“ geplant wurde es nach den sowjetischen Mondsonden als werbewirksam Lunik benannt. Zur Eröffnung am 24. August 1961 wurde der DEFA-Film Der Fall Gleiwitz gespielt. Das Kino hatte eine Besucherkapazizät von 510 Sitzplätzen und war das einzige in den 1960er Jahren in den Außenbezirken Ostberlins errichtete Großkino mit Breitwandtechnik. Der Kinosaal wurde auch für andere Kulturveranstaltungen genutzt. Mit der Umgestaltung der DDR-Wirtschaft wurden die Ostberliner Kinos Ende der 1970er Jahre als „Kulturbetriebe“ zur Bezirksfilmdirektion Berlin zusammengefasst. Bei der politischen Wende 1991 wurde diese zur „BFD Berlin“ (O-1058 Berlin, Gleimstraße 32-35) privatisiert und ging an die „Cine GmbH - BFD Berlin“ weiter. Der Kinobetrieb wurde wohl 1991 eingestellt. 1992 hatte die Wilmersdorfer Grundstücksfirma Dekagrund das Lunik-Eckgrundstück von der Treuhand gekauft. „Geplant war ein Kinocafe mit 50 Plätzen im neuen Gebäude, doch daraus wurde nichts. Zwei Jahre später wurde der DDR-Kino-Flachbau abgerissen.“ An der (Nord-)Ecke Schiller-/ Hauptstraße wurde ein fünfgeschossiges Wohnhaus mit Ladengeschäften im Erdgeschoss errichtet. |